# Utricularia tubulata
Utricularia tubulata — вид рослин із родини пухирникових (Lentibulariaceae).

## Біоморфологічна характеристика
Квітки пурпурно-сині, з лютого по березень чи червень. Листки вузьколінійні. Віночок дуже блідо-рожевий з дуже тонкою шпорою, 1.5–2 см завдовжки.

## Середовище проживання
Цей вид має широке, але нечітко поширене в Північній Австралії.
Цей вид росте як плавучий чи нерухомий водний організм на околицях боліт і прісноводних озер, багато з яких висихають в період з серпня по грудень; на висотах 0–500 метрів.

## Використання
Вид культивується ентузіастами роду; торгівля незначна.